# Федеральное агентство по техническому регулированию и метрологии
Федеральное агентство по техническому регулированию и метрологии (Росстандарт) — федеральный орган исполнительной власти, осуществляющий функции по оказанию государственных услуг, управлению государственным имуществом в сфере технического регулирования, стандартизации и обеспечения единства измерений. С 2004 г. находится в ведении Министерства промышленности и торговли Российской Федерации.

## История
8 (20) июня 1893 г. в Санкт-Петербурге по инициативе Дмитрия Ивановича Менделеева, учёного-хранителя Депо образцовых мер и весов, «для сохранения в государстве единообразия, верности и взаимного соответствия мер и весов» была учреждена Главная палата мер и весов — научный метрологический центр России.
Главная палата мер и весов являлась центральным учреждением Министерства финансов; она заведовала поверочной частью в Российской империи и подчинялась отделу торговли.
Под руководством Менделеева в Главной палате мер и весов была создана система национальных эталонов, соответствующих мировому уровню науки и техники, установлены точные соотношения между русскими и метрическими мерами, что дало возможность подготовить страну к постепенному переходу на международную метрическую систему единиц.
В обязанности Главной палаты входило: хранение основных образцов (прототипов) единиц веса и меры, принятых в России, а также копий с образцов иностранных единиц веса и меры; изготовление точных копий с основных образцов мер и весов, служащих областным и губернским поверочным учреждениям для поверки торговых мер и весов, а также периодическая поверка этих копий с основными образцами; выверка доставленных правительственными местами, общественными и частными учреждениями и лицами копий с основных образцов единиц мер и веса, принятых в России и за границей; испытания и выверки разного рода специальных измерительных приборов, применяемых в торговле и промышленности, за исключением спиртомеров и других снарядов, служащих для учёта акциза; составление сравнительных таблиц русских и иностранных мер, установление наибольших погрешностей, допускаемых в образцовых и торговых мерах, а также решение различных метрологических вопросов.
По заданию Д. И. Менделеева в 1893-1897 гг. инспекторы Главной палаты произвели внезапные ревизии в поверочных учреждениях, а также на почтамтах, фабриках, заводах, в таможнях, кустарных мастерских и в различных торговых заведениях. Как показали ревизии, в 15-ти губерниях поверка мер и весов вообще не производилась, а в 56-ти — производилась на крайне низком уровне. Недоставало образцовых мер, а те, которыми пользовались, были неисправны, зачастую на применяемых мерах клейма о поверке либо отсутствовали совсем, либо были двадцатилетней давности.
По закону 1901 г. на Главную палату было возложено заведование местными поверочными палатками и их временными отделениями, распределение по тем и другим состоявших при Палате поверителей, а также ведение отчётности по поступлению в казну сборов за клеймение мер и весов.
После Октябрьской революции Главная палата мер и весов была подчинена Народному комиссариату торговли и промышленности, а декретом СНК РСФСР от 19 октября 1920 г. она была передана в ведение научно-технического отдела ВСНХ. В 1922 г. было принято новое Положение о Главной палате, в соответствии с которым она была разделена на два института: метрологический и поверочный, объединённые единым руководством президента.
В 1931 г. Главная палата была реорганизована во Всесоюзный институт метрологии и стандартизации (ВИМС), на базе которого в 1934 г. был образован Всесоюзный научно-исследовательский институт метрологии им. Д. И. Менделеева (ВНИИМ, им. Д. И. Менделеева).
В годы Великой Отечественной войны часть сотрудников института и ряд государственных эталонов были эвакуированы в Свердловск. Деятельность оставшихся в Ленинграде лабораторий (электрической, манометрической, радиологической, химической и др.) была направлена на выполнение заказов фронта и оборонной промышленности. Служба времени института и эталон времени не прекращали свою работу даже в период блокады города.
10 января 1945 г. ВНИИМ было присвоено имя основоположника научной метрологии Д. И. Менделеева.
В 1971 г. ВНИИМ был награждён орденом Трудового Красного Знамени. Важной вехой в истории института было создание в 1977 г. на его базе научно-производственного объединения (НПО «ВНИИМ им. Д. И. Менделеева»).
В 1994 г. объединение было реорганизовано в Государственное предприятие «Всероссийский научно-исследовательский институт метрологии им. Д. И. Менделеева». В июле 1994 г. Постановлением Правительства РФ ВНИИМ был присвоен статус Государственного научного центра РФ. Как Государственный научный центр РФ ВНИИМ подчинён Министерству образования и науки России и входит в Ассоциацию государственных научных центров.
Сегодня ВНИИМ является одним из крупнейших мировых центров научной и практической метрологии, головной организацией страны по фундаментальным исследованиям в метрологии и главным центром государственных эталонов России.
15 сентября 1925 года постановлением Совета народных комиссаров СССР был создан общесоюзный орган в области стандартизации — комитет по стандартизации при Совете труда и обороны (Госстандарт). Введение государственного управления стандартизацией в стране послужило началом систематической работы во всех отраслях народного хозяйства. 7 мая 1926 года был утвержден первый общесоюзный стандарт — ОСТ 1 «Пшеница. Селекционные сорта зерна. Номенклатура». В 1927 году на должность председателя Совета по стандартизации был назначен Г. М. Кржижановский.
Постановлением ЦК ВКП(б) и СНК СССР от 9 июля 1940 года № 1211 «О государственных общесоюзных стандартах и порядке их введения» был отменен порядок, при котором ГОСТы на продукцию утверждались наркоматами, которые её и производили; разработка и утверждение стандартов были возложены на вновь созданный Всесоюзный комитет по стандартизации при Совете народных комиссаров СССР.
В 1946 году была создана Международная организация по стандартизации (ISO). СССР принял на себя работу секретариатов технических комитетов: 37 «Терминология (общие принципы и координация)», 55 «Лесоматериалы (сортамент пиломатериалов и координация)», 57 «Чистота поверхностей (металлов)» и 65 «Марганцевые руды (методы химического анализа)».
В 1954 году был образован комитет стандартов, мер и измерительных приборов при Совете министров СССР на базе слияния управления по стандартизации при Госплане СССР и главной палаты мер и измерительных приборов министерства финансов СССР.
В 1960—1980-е годы была проведена работа по упорядочению и регламентации всех работ в области самой стандартизации. В 1968 году был внедрён комплекс стандартов ГОСТ 1 «Государственная система стандартизации».
22 мая 1991 года законом СССР «О защите прав потребителей», принятым Верховным Советом СССР, была введена обязательная сертификация продукции (товаров, работ и услуг).
26 ноября 1991 года на базе Российского республиканского управления Госстандарта СССР указом президента РСФСР образован государственный комитет РСФСР по стандартизации, метрологии и сертификации (Госстандарт России). 30 сентября 1992 года он был преобразован в Комитет Российской Федерации по стандартизации, метрологии и сертификации. Он стал правопреемником Госстандарта СССР на территории России. В 1992 году был образован Межгосударственный совет по стандартизации, метрологии и сертификации Содружества независимых государств (СНГ).
9 марта 2004 года Госстандарт России был преобразован в Федеральную службу по техническому регулированию и метрологии; с 20 мая 2004 года — Федеральное агентство по техническому регулированию и метрологии (с 15 июня 2009 года — Ростехрегулирование; с 9 июня 2010 года — Росстандарт).

## Полномочия
Росстандарт осуществляет полномочия в установленной сфере деятельности, в том числе:
- выполняет функции компетентного административного органа Российской Федерации в соответствии с соглашением о принятии единообразных технических предписаний для колёсных транспортных средств, предметов оборудования и частей, которые могут быть установлены и/или использованы на колёсных транспортных средствах, и об условиях взаимного признания официальных утверждений, выдаваемых на основе этих предписаний, заключённым в Женеве 20 марта 1958 года;
- организует экспертизу проектов национальных стандартов;
- выполняет ряд функций в сфере контрольно-надзорной деятельности (в частности, на соответствие продукции требованиям некоторым техническим регламентам; федеральный метрологический надзор и т. п.)
- осуществляет руководство деятельностью государственной метрологической службы, государственной службы времени, частоты и определения параметров вращения Земли, государственной службы стандартных справочных данных о физических константах и свойствах веществ и материалов, государственной службы стандартных образцов состава и свойств веществ и материалов, а также утверждение национальных стандартов;
- ведёт федеральный информационный фонд технических регламентов и стандартов.

## Руководители
| № п/п | Фото | Имя                                | Годы жизни              | Должность | Период руководства       |
| ----- | ---- | ---------------------------------- | ----------------------- | --- | ------------------------ |
| 1     |      | Куйбышев Валериан Владимирович     | 06.06.1888 — 25.01.1935 | Председатель Комитета по стандартизации при Совете Труда и Обороны | 1925—1927                |
| 2     |      | Кржижановский Глеб Максимилианович | 24.01.1872 — 31.03.1959 | Председатель Совета по стандартизации при Совете Труда и Обороны | 1927                     |
| 3     |      | Ленгник Фридрих Вильгельмович      | 24.01.1873 — 29.11.1936 | Председатель Всесоюзного комитета по стандартизации при Совете Труда и Обороны                                                                                                | 1928—1932                |
| 4     |      | Гастев Алексей Капитонович         | 08.10.1882 — 15.04.1939 | Председатель Всесоюзного комитета по стандартизации при Совете Труда и Обороны                                                                                                | 1932—1936                |
| 5     |      | Зернов Павел Михайлович            | 19.01.1905 — 7.02.1964  | Председатель Всесоюзного комитета по стандартизации при Совете народных комиссаров СССР                                                                                       | 1940—1943                |
| 6     |      | Емельянов Василий Семёнович        | 12.02.1901 — 27.06.1988 | Председатель Всесоюзного комитета по стандартизации при Совете народных комиссаров СССР                                                                                       | 1943—1946                |
| 7     |      | Вяткин Андрей Ерофеевич            | 25.10.1903 — 05.02.1970 | Председатель Комитета стандартов, мер и измерительных приборов при Совете Министров СССР                                                                                      | 1954—1963                |
| 8     |      | Бойцов Василий Васильевич          | 01.01.1908 — 18.12.1997 | Председатель Государственного комитета СССР по стандартам | 1963—1984                |
| 9     |      | Колмогоров Георгий Дмитриевич      | род. 10.11.1929         | Председатель Государственного комитета СССР по стандартам | 1984—1989                |
| 10    |      | Сычёв Валерий Васильевич           | род. 23.12.1939         | Председатель Государственного комитета СССР по управлению качеством продукции и стандартизации, а затем Комитета стандартизации и метрологии при Кабинете Министров СССР      | 1989—1992                |
| 11    |      | Безверхий Сергей Фёдорович         | 17.12.1940 — 12.08.2011 | Председатель Государственного комитета РСФСР по стандартизации, метрологии и сертификации, а затем Комитета Российской Федерации по стандартизации, метрологии и сертификации | 1991—1997                |
| 12    |      | Воронин Геннадий Петрович          | род. 26.11.1941         | Председатель Государственного комитета Российской Федерации по стандартизации, метрологии и сертификации                                                                      | 1997—2001                |
| 13    |      | Алёшин Борис Сергеевич             | род. 3.03.1955          | Председатель Государственного комитета Российской Федерации по стандартизации и метрологии                                                                                    | 2001—2003                |
| 14    |      | Усов Виталий Викторович            | род. 31.01.1955         | Председатель Государственного комитета Российской Федерации по стандартизации и метрологии                                                                                    | 2003—2004                |
| 15    |      | Элькин Григорий Иосифович          | род. 14.06.1953         | Руководитель Федерального агентства по техническому регулированию и метрологии                                                                                                | 2004—2014                |
| 16    |      | Абрамов Алексей Владимирович       | род. 16.09.1979         | Руководитель Федерального агентства по техническому регулированию и метрологии                                                                                                | 2014 — 2020              |
| 17    |      | Шалаев Антон Павлович              | род. 21.07.1978         | Руководитель Федерального агентства по техническому регулированию и метрологии                                                                                                | 28.12.2020 — наст. время |

## Санкции
Из-за вторжения России на Украину Росстандарт находится под санкциями всех стран Евросоюза и США.

## Критика
По сообщению генпрокуратуры от августа 2013 года, агентство предоставляло платный доступ к федеральному фонду стандартов и технических регламентов через подведомственное предприятие «Стандартинформ», хотя законом предусматривался безвозмездный порядок оказания подобной услуги. За два года доход «Стандартинформа» превысил 200 млн. рублей.